# 曹建新
曹建新，（1950年—）浙江省江山人，中共黨員、中共軍事人物、政治人物、中國人民解放軍少將。

## 生平
曾仼河南省军区副司令員丶解放軍某軍團后勤部部長，河南省军区任內和李洪程中将、曾庆祝少将、袁家新少将等一起協助宝丰县公安機關處理持搶逃犯抓捕仼務 